# Kleinstadtsünder
Kleinstadtsünder ist eine deutsche Stummfilmkomödie aus dem Jahre 1927 mit Asta Nielsen in der Hauptrolle.

## Handlung
Das Gastwirtsehepaar Karchow lebt in einer Kleinstadt. August Karchow ist ein behäbiger, komischer Kauz, seine alternde Frau Selma war einst eine Kabarettsängerin, die ihre besten Jahre längst hinter sich hat. Das Paar lebt in erster Linie von einer Leibrente, die für den längst verstorbenen Großvater Meiseken gedacht war. Nun aber gibt es Probleme, denn der großzügige Spender der Rentenzahlung, ein gut betuchter Lederwarenhändler aus Berlin, hat sich in der Kleinstadt angesagt. Also muss unbedingt ein Opa her! Helfen soll der Ackerbürger Rohde, der über einen Onkel verfügt, der prächtig einen Tattergreis spielen könnte. 
Der Berliner Gast kommt und verliebt sich zu Herrn und Frau Karchows großem Unglück in die Kleinstadt-Wirtin, was zur Folge hat, dass er seinen hiesigen Aufenthalt auf unbestimmte Zeit zu verlängern gedenkt. Dies wiederum bringt Rohde auf den Plan, der nun gemeinsam mit seiner Tochter Hedwig die Karchows zu erpressen beginnt. Das ganze Lügengebäude stürzt ein, als sich der etwas vertrottelte Assessor Arthur, seines Zeichens Stammgast in der Karchow‘schen Pinte, verplappert. Es kommt zum gewaltigen Ehekrach, woraufhin sich August und Selma scheiden lassen. Selma angelt sich daraufhin den ledigen Lederhändler, der ihr eine ideale Partie zu sein scheint. Als dessen Frau verlässt sie im todschicken Auto das verschlafene Kleinstadtkaff.

## Produktionsnotizen
Kleinstadtsünder entstand im April 1927 im Grunewald-Atelier. Der siebenaktige Film mit einer Länge von 2555 Metern passierte die Zensur am 10. September 1927 und wurde am 13. September 1927 im Berliner Primus-Palast uraufgeführt. Ein Jugendverbot wurde ausgesprochen. Am 8. Juni 1928 erfolgte die österreichische Premiere.
Regisseur Bruno Rahn überlebte die Uraufführung lediglich um zwei Tage; Kleinstadtsünder war sein letzter Film. Die Filmbauten entwarf Carl Ludwig Kirmse.
Derselbe Stoff wurde zehn Jahre darauf, 1937, von Hans Deppe unter dem Originaltitel Meiseken erneut verfilmt.

## Kritiken
„Dem Regisseur ermangelte es nicht an lustigen Einfällen. Asta Nielsen spielt in diesem Film die lustige Figur der Gastwirtsfrau. Wirklich, sie vermag lustig zu sein, hat ausgezeichnete Momente, wenn sie in süßem Rausch Karussell fährt und sich die Lieder des verliebten Großstädters anhört.“